# Ramiro Pez
Ramiro Eduardo Pez (Córdoba, 6 dicembre 1978) è un ex rugbista a 15 italo-argentino internazionale per l'Italia, in carriera attivo nel ruolo di mediano d'apertura.
Al 2020 è il quinto miglior realizzatore internazionale per l’Italia con 260 punti.

## Biografia
Pez è nato a Córdoba in Argentina, e iniziò la sua carriera in patria, nel La Tablada, con cui vinse nel 1999 il torneo Nacional de Clubes.
Nel maggio 2000 giunse in Italia, ingaggiato dal Rugby Roma, in tempo per giocare le fasi finali del torneo, compresa la finale, nella quale marcò 20 punti (una meta, tre trasformazioni e tre calci piazzati) e contribuire a far vincere alla squadra romana lo scudetto dopo 52 anni; poco dopo, grazie alle sue ascendenze italiane, esordì sotto la gestione Johnstone nella serie di test di metà anno della Nazionale italiana.
Dal 2001 al 2005 militò in Inghilterra, dapprima nel Rotherham, poi nel Leicester e infine nel Bath, prima di trasferirsi in Francia al Castres, nel quale rimase per pochissimo tempo.
Pur nel giro della nazionale e nonostante la partecipazione alle qualificazioni per la Coppa del Mondo di rugby 2003, il nuovo C.T. John Kirwan non lo inserì nei convocati alla rassegna mondiale; il ritorno avvenne con l'avvento sulla panchina azzurra del francese Pierre Berbizier.
Già a settembre 2005 Pez lasciò il Castres e si trasferì al Perpignano per una stagione, poi nel 2006, per un'ulteriore stagione, al Bayonne.
Berbizier inserì Pez tra i convocati alla Coppa del Mondo di rugby 2007, nel corso della quale il giocatore scese in campo in due dei quattro incontri totali disputati dall'Italia (contro Romania e Scozia, il suo ultimo incontro internazionale).
Rimasto senza contratto, dopo la fine del torneo mondiale Pez fu ingaggiato, nel dicembre 2007, in Italia dal Veneziamestre per una stagione.
Nella stagione 2008-09 Pez tornò in Francia nel Tolone e, al termine del contratto, tornò a giocare da dilettante nel suo club originario, il La Tablada, escludendo qualsiasi ulteriore trasferimento al fine di avere più tempo per la famiglia e gli amici; nel 2011 si aggiudicò il campionato argentino con la selezione provinciale di Córdoba, successo bissato l'anno successivo.
Con il La Tablada giunse invece fino alla finale del Nacional de Clubes 2011, persa contro il Duendes.

## Palmarès
- Campionati italiani: 1
Rugby Roma: 1999-2000
- Nacional de Clubes: 1
La Tablada: 1999
- Campionati argentini: 2
Córdoba: 2011, 2012